# Marie Potocká
Marie Potocká je opera (zpěvohra) o třech dějstvích českého skladatele Leopolda Eugena Měchury (op. 107) na libreto spisovatele a překladatele Josefa Koláře. Byla napsána v roce 1869 a poprvé provedena až posmrtně v pražském Prozatímním divadle v roce 1871. Je to první česká opera na ruský námět.

## Historie díla
Český skladatel Leopold Měchura (1804-1870), švagr Františka Palackého, pak především instrumentální hudbu, písně a sbory, a to do roku 1865 jen na německé texty. Teprve v roce 1865 začal zhudebňovat i české verše a byl to především úspěch jeho kantát První májová noc (1866), Pohřeb na Kaňku (1866) a Štědrý den (1867), který mu dodal odvahy pokusit se o operu. Dříve kromě nedokončené opery Hiorba (1831) napsal v době svého působení v Klatovech romantickou operu Štít na německé libreto, jež byla provedena pouze tamními ochotníky.
Pro svou českou operu si Měchura zvolil libreto vydané roku 1865 Josefem Kolářem (1830-1910). Kolář byl od roku 1864 učitelem slovanských jazyků na pražské polytechnice a lektorem polštiny, ruštiny a srbochorvatštiny na Karlově univerzitě, vedle toho z těchto jazyků hojně překládal. V letech 1863-64 podnikl cestu Polskem a Ruskem, při níž mimo jiné navštívil Bachčisaraj. Po návratu pracoval na překladu Puškinovy poémy Bachčisarajská fontána, ale též Krymských znělek Adama Mickiewicze (překlad vydán 1868). Na základě obou děl sepsal operní libreto Marie Potocká.
Měchuru na toto libreto upozornil v roce 1868 manžel jeho neteře František Ladislav Rieger. Skladatel ji zkomponoval mezi 26. dubnem a 27. červencem 1869 na svém statku ve Votíně, avšak držel svou práci v tajnosti a teprve po dokončení požádal o její posouzení skladatele Karla Bendla. Měchura mu operu přehrál na Votíně 18. 12. 1869 a Benda přislíbil, že se zasadí o její provedení v Prozatímním divadle. Dne 15. ledna 1870 provedli klatovští ochotníci operu v soukromém kruhu skladatele. To byla také jediná příležitost, kdy Měchura mohl svou operu slyšet; již 11. února zemřel.
Prozatímní divadlo ji následně uvedlo již z piety k mrtvému skladateli. Pečlivě ji připravil kapelník Bedřich Smetana, který v ní však provedl nemalé škrty, nejrozsáhlejší v árii Zaremby v posledním dějství. Výprava byla pořízena z dosavadního fundusu. Premiéra se konala 13. ledna 1871 a přijetí publikem bylo příznivé, ale jak vyjádřila kritika, spíše „pietní“; Otakar Hostinský hovoří o „succès d'estime“. Inscenace se dočkala jen jediné reprízy.
Opět – a prozatím naposledy – byla uvedena v poloscénické podobě ve Stavovském divadle v roce 2003 (premiéra 3. dubna a jedna repríza 1. června), a to v rámci projektu Český triptych 1 - Předsmetanovská opera.

## Charakteristika díla
Hlavní slabinou opery, jak se ukázalo již při prvním uvedení, je libreto. Kolář využil svůj překlad Puškinovy poémy, z jejíchž dialogizovaných úryvků se pokusil sestavit příběh. Otakar Hostinský to ve své kritice popisuje takto: Co nám Puškin ve své plynulé epické básni vypravuje, jest zde jednoduše docela libovolně rozvrženo na větší nebo menší odstavce, jež střídavě přednášejí osoby pro vlastní "děj" opery (smím-li se tak vyjádřiti) úplně lhostejné a zhola zbytečné […]. Že takovou cestou povstati nemůže pravý dramatický dialog, jest zrovna tak jasné, jako že se tím i všechno obstojné charakterisování jednotlivých osob stává takořka nemožným. […] Někdy ale nenechalo se předce Puškinovo vyprávění oktrojovati některému z oněch jmenovaných Tatarů; libretista dal taková místa jednoduše do závorky a připojil k nim poznámku „to v závorkách se nezpívá a hudba to jen líčí a herec koná“. Nastupuje tudíž pouhá němá hra s průvodem hudby docela neorganicky právě v okamžicích dramaticky nejdůležitějších a nejživějších…. Jen některé ze slabin se podařilo Měchurovi odstranit vlastními zásady do libreta.
Z hudebního hlediska byla Marie Potocká přijata příznivěji, i když dramatický spád libretu nedodává ani Měchurova hudba. Skladateli ostatně nejlépe vyhovovala místa lyrická a elegická (až sentimentální), kterých libreto nabízí dostatek. V nich mohl i nejlépe uplatnit svůj melodický talent a působivou instrumentaci. Taková je zejména předehra, sbory odalisek nebo líčení noci ve 3. dějství. Titulní úloha Marie, nesená celkově v ušlechtilém elegickém tónu, je považována za hudebně nejpůsobivější. Celkové hodnocení dobové kritiky při premiéře se neslo v tomto duchu, což novodobá inscenace potvrdila.

## Osoby a první obsazení
| osoba                                               | hlasový obor | premiéra (13.1.1871)    |
| --------------------------------------------------- | ------------ | ----------------------- |
| Kerym-Girej, chan tatarský                          | bas          | Adolf Čech              |
| Kizlar-aga, správce haremu                          | tenor        | Jan Ludevít Lukes       |
| Syban-bej, chánův tajemník                          | baryton      | Petr Doubravský         |
| Burin-bej, chanův vojvoda                           | tenor        | Julius Souček           |
| Marie Potocká, kněžna polská                        | soprán       | Emilie Bennewitz-Miková |
| Zarema, Gruzinka, první milostnice                  | alt          | Betty Hanušová          |
| Aja, otrokyně v službě Marie                        | mezzosoprán  | Ema Sáková              |
| Ženy haremu, vojsko a služebníci, otroci a otrokyně |              |                         |
| Dirigent: Bedřich Smetana, režisér: František Kolár |              |                         |

## Děj opery

### 1. dějství
(Bohatá komnata tatarského chána Gireje v Bachčisaraji) Chan Girej sedí zasmušile ve své komnatě (árie Viděl jsem luzný kraj se stkvíti). Zpovzdálí ho pozorují jeho tajemník Syban a správce harému Kizlar, kteří se dohadují o příčině chánovy melancholie; řeč se stočí na popis harému (duet Co hrdou duší jeho víří?… Ne, ženy se tam hrůzou chvějí). Toto rozjímání přeruší příchod vojáků (tatarská píseň Dá dobré nebe člověku). Vojevůdce Burin podává chánovi zprávu o výsledku loupežné výpravy do Polska, z níž přivádějí pro jeho harém osiřelou polskou šlechtičnu Marii (árie Můj pane, budiž pozdraven!… A my jsme přišli k pokladu!). Stráže předvádějí Marii. Girej je uchvácen její krásou, ona jej však nedbá a žádá si rychlou smrt (duet Ach jaké slzy, jaké prosby… Ne, na to ještě dosti času).

### 2. dějství
(Harém – bohatá komnata se sloupovím) Odalisky v harému odpočívají, tancují a baví se (sbor Tu krásy naše skrývají), stráží je eunuch Kizlar (árie Když rozpletou své lehké vlasy). Jen Marie stranou naříká (Tak v dvorec chana tatarského). Její smutek komentují Kizlar a otrokyně Aja (Vždyť Girej šetří smutné ženy… A zdá se, že v tom odloučení). Vracejí se ženy z harému a zpívají si tatarskou píseň. Jen Gruzínku Zaremu, dosavadní chánovu favoritku, sžírá závist, neboť Girej nyní myslí jen na smutnou Polku (árie On nevěren! Já opuštěna!).

### 3. dějství
(Nalevo dlouhá sloupová chodba harému, napravo pokoj Marie) Marie hledí oknem do vlahé noci a vzpomíná na rodnou Polsku (Zas krásná noc zem ve svém klínu), hlídána Kizlarem, který rovněž opěvuje kouzlo večera (Už utich dvůr, a harem spí… Jak milé doby soumraka). Marii potají navštíví Zarema, vypravuje jí o své lásce ke Girejovi a prosí ji, aby jí chána přenechala (árie O smiluj se, má naděje). Marie ji pohoršeně vykazuje ze své komnaty a o samotě se opět modlí k Bohu, aby ukončil její utrpení (árie Co pravila mi o dnech svých?). Zarema se vrátí a Marii zavraždí. Odbíhá, ale je vzápětí zadržena stráží. Na místo přichází Girej a truchlí po Marii (Tak zklamala mne naděje). Nad jejím hrobem káže vybudovat fontánu, Zaremu přikazuje utopit v Černém moři a vyhlašuje další výpravy na Kavkaz i na Rus. Lid je nadšen a uzavírá operu opakováním tatarské písně.

## Nahrávka
Nastudování Marie Potocké z roku 2003 existuje na nahrávce, která však není obchodně dostupná.
- 2003 (1. 6.), živá nahrávka ze Stavovského divadla. Zpívají: (Kerym-Girej) Peter Mikuláš, (Kizlar-aga) Vladimír Doležal, (Syban-bej) Richard Haan[12], (Burin-bej) Jaroslav Březina, (Marie Potocká) Jitka Svobodová, (Zarema) Jana Sýkorová, (Aja) Hana Jonášová[13]. Orchestr Národního divadla v Praze a Pražský filharmonický sbor řídí Oliver Dohnányi.[14]